# Hung Chung Yam
Hung Chung Yam (nascido em 19 de dezembro de 1963) é um ex-ciclista honconguês, que participou nos Jogos Olímpicos.
Em Los Angeles 1984, competiu na prova de estrada, mas não conseguiu terminar a corrida. Nos 100 km contrarrelógio por equipes, Yam terminou em décimo nono.
Quatro anos depois, em Seul, voltou a competir as mesmas provas, terminando em 12º e 25º, respectivamente.